# Rick Roberson
Rick Roberson (Memphis, Tennessee, 7 de julio de 1947-Fullerton, California, 3 de mayo de 2020) fue un jugador de baloncesto estadounidense que jugó durante siete temporadas en la NBA. Con 2,05 metros de altura, lo hacía en la posición de ala-pívot.
Falleció a los setenta y dos años el 3 de mayo de 2020.

## Trayectoria deportiva

### Universidad
Jugó durante tres temporadas con los Bearcats de la Universidad de Cincinnati, en las que promedió 15,6 puntos y 12,5 rebotes por partido. Es uno de los únicos cuatro jugadores de su universidad, junto con Oscar Robertson, Kenny Satterfield y Kenyon Martin, en haber conseguido un triple-doble, logrado en un partido  ante Bradley en enero de 1967, cuando anotó 16 puntos, cogió 10 rebotes y puso 10 tapones, algo que tardaría 30 años en repetirse.

### Profesional
Fue elegido en la decimoquinta posición del Draft de la NBA de 1969 por Los Angeles Lakers, donde jugó dos temporadas antes de ser traspasado a Cleveland Cavaliers a cambio de futuras elecciones del draft y dinero. En los Cavs se hizo con el puesto de titular, siendo en las dos temporadas que disputó el máximo reboteador de su equipo. Su mejor temporada fue la 1971-72, en la que promedió 13,1 puntos y 12,7 rebotes por partido.
En la temporada de 1973 fue traspasado junto con John Johnson a Portland Trail Blazers. Allí jugó una temporada, siendo de nuevo el mejor reboteador de su equipo, capturando 10,2 por noche. Al año siguiente fue traspasado a New Orleans Jazz a cambio de Barry Clemens, pero únicamente disputó 16 partidos. Acabó su carrera profesional jugando una temporada en los Kansas City Kings. En el total de su trayectoria promedió 9,0 puntos y 8,3 rebotes por partido.

## Estadísticas de su carrera en la NBA

### Temporada regular
| Temporada | Edad | Equipo                 | Liga | P   | TIT | MIN  | TC  | TCA  | %TC  | 3P | 3PA | %3P | TL  | TLA | %TL  | R.OF. | R.DEF. | REB  | ASIS | ROB | TAP | PER | FP  | PTS  |
| 1969-70   | 22   | Los Angeles Lakers     | NBA  | 74  |     | 27.1 | 3.5 | 7.9  | .447 |    |     |     | 1.6 | 2.9 | .566 |       |        | 9.1  | 1.2  |     |     |     | 3.5 | 8.7  |
| 1970-71   | 23   | Los Angeles Lakers     | NBA  | 65  |     | 14.0 | 1.9 | 4.6  | .415 |    |     |     | 1.4 | 2.2 | .615 |       |        | 4.7  | 0.7  |     |     |     | 1.9 | 5.2  |
| 1971-72   | 24   | Cleveland Cavaliers    | NBA  | 63  |     | 35.0 | 4.8 | 10.9 | .442 |    |     |     | 3.4 | 5.8 | .587 |       |        | 12.7 | 1.7  |     |     |     | 4.0 | 13.1 |
| 1972-73   | 25   | Cleveland Cavaliers    | NBA  | 62  |     | 34.3 | 5.0 | 11.4 | .433 |    |     |     | 2.7 | 4.7 | .576 |       |        | 11.2 | 2.2  |     |     |     | 4.0 | 12.6 |
| 1973-74   | 26   | Portland Trail Blazers | NBA  | 69  |     | 29.9 | 5.3 | 11.6 | .457 |    |     |     | 3.0 | 4.6 | .649 | 3.6   | 6.5    | 10.2 | 1.9  | 0.9 | 0.8 |     | 3.7 | 13.5 |
| 1974-75   | 27   | New Orleans Jazz       | NBA  | 16  |     | 21.2 | 3.0 | 6.8  | .444 |    |     |     | 1.4 | 2.5 | .575 | 2.4   | 4.9    | 7.4  | 1.4  | 0.4 | 0.5 |     | 3.1 | 7.4  |
| 1975-76   | 28   | Kansas City Kings      | NBA  | 74  |     | 9.6  | 1.0 | 2.4  | .406 |    |     |     | 0.6 | 1.4 | .408 | 1.0   | 2.1    | 3.1  | 0.7  | 0.2 | 0.2 |     | 1.7 | 2.5  |
| Total     |      |                        | NBA  | 423 |     | 24.5 | 3.5 | 8.0  | .440 |    |     |     | 2.0 | 3.5 | .585 | 2.3   | 4.3    | 8.3  | 1.4  | 0.6 | 0.5 |     | 3.1 | 9.0  |

### Playoffs
| Temporada | Edad | Equipo             | Liga | P  | MIN | TCA | TC | 3PA | 3P | TLA | TL | R.OF. | REB | ASIS | ROB | TAP | PER | FP | PTS | %TC  | %3P | %FT  | MIN  | PTS | REB | AST |
| 1969-70   | 22   | Los Angeles Lakers | NBA  | 9  | 61  | 8   | 18 |     |    | 6   | 10 |       | 16  | 0    |     |     |     | 13 | 22  | .444 |     | .600 | 6.8  | 2.4 | 1.8 | 0.0 |
| 1970-71   | 23   | Los Angeles Lakers | NBA  | 9  | 93  | 10  | 29 |     |    | 4   | 7  |       | 26  | 4    |     |     |     | 14 | 24  | .345 |     | .571 | 10.3 | 2.7 | 2.9 | 0.4 |
| Total     |      |                    | NBA  | 18 | 154 | 18  | 47 |     |    | 10  | 17 |       | 42  | 4    |     |     |     | 27 | 46  | .383 |     | .588 | 8.6  | 2.6 | 2.3 | 0.2 |